# توم موريل
توم موريل (بالفرنسية: Tom Morel)‏ هو ضابط فرنسي، ولد في 1 أغسطس 1915 في ليون في فرنسا، وتوفي في 10 مارس 1944 في Entremont, Haute-Savoie ‏ في فرنسا.